# Dictenidia knutsoni
Dictenidia knutsoni är en tvåvingeart som beskrevs av Yang 1989. Dictenidia knutsoni ingår i släktet Dictenidia och familjen storharkrankar. Inga underarter finns listade i Catalogue of Life.